# Vergessen wie
Vergessen wie ist ein Lied des deutschen Dancehall-Musikers Peter Fox. Es erschien am 3. März 2023 – nach Zukunft Pink im Oktober 2022 – als zweite Soloveröffentlichung Fox’ seit über 13 Jahren.

## Inhalt
Das Lied ist in zwei fast gleich lange Teile aufgeteilt. Fox besingt zunächst balladenartig die Sehnsucht nach früheren Zeiten, bevor zu einem von Bollywood inspirierten indischen Rhythmus die Rückkehr zur erneuerten Feierlaune zelebriert wird.

## Musikvideo
Das dazugehörige Musikvideo wurde am 3. März 2023 auf YouTube veröffentlicht. Regie führte Arkadiy Kreslov. Gedreht wurde das Video in der 2005 geschlossenen Diskothek La Silvanella in Silvi in der Nähe der italienischen Küstenstadt Pescara.

## Charts und Chartplatzierungen
Vergessen wie erreichte am 10. März 2023 Platz elf in den deutschen Singlecharts und konnte sich sechs Wochen in diesen halten. In den Ö3 Austria Top 40 platzierte sich das Lied eine Woche auf Rang 40.
| ChartsChartplatzierungen | Höchstplatzierung | Wochen |
| ------------------------ | ----------------- | ------ |
| Deutschland (GfK)        | 11 (6 Wo.)        | 6      |
| Österreich (Ö3)          | 40 (1 Wo.)        | 1      |